# John F. Kennedy Presidential Library and Museum

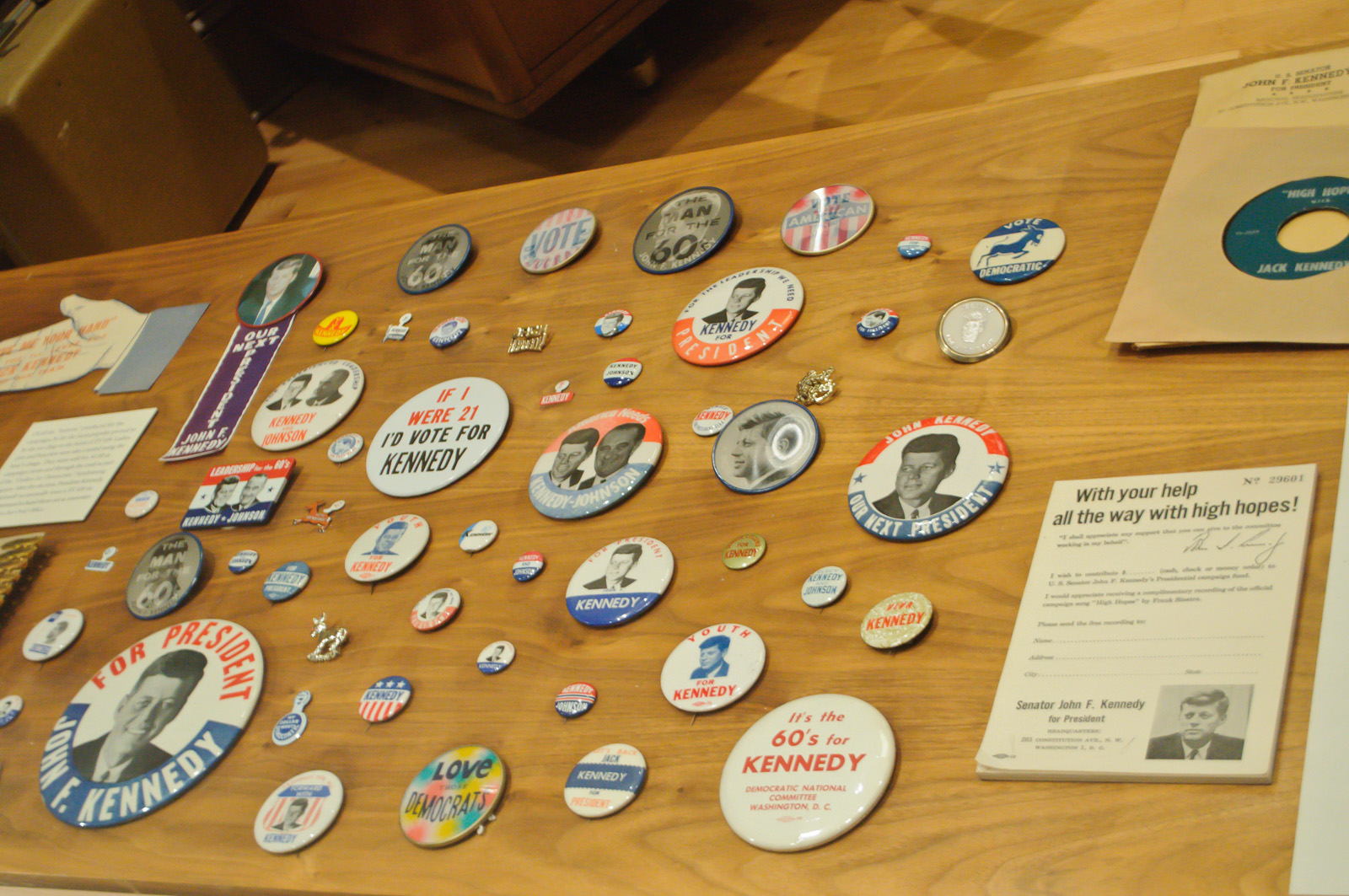
Collection de macarons de campagne électorale de la John F. Kennedy Presidential Library and Museum.

La John F. Kennedy Presidential Library and Museum conserve les documents officiels et la correspondance de John F. Kennedy, qui est président des États-Unis de 1961 à 1963. Elle se trouve à Dorchester, un quartier de la ville de Boston, dans le Massachusetts. Elle a été dessinée par l'architecte Ieoh Ming Pei. La bibliothèque et le musée ont été inaugurés en 1979 par le président de l'époque, Jimmy Carter, et en présence des membres de la famille Kennedy. Le 15 avril 2013, le jour du Marathon de Boston, un incendie a lieu à la bibliothèque, mais les autorités ont annoncé qu'il n'avait aucun rapport avec les attentats du marathon de Boston survenus le même jour. L'incendie n'a pas fait de victime.

## Services offerts
L’établissement offre un grand nombre de services en raison de sa double fonction de musée et de bibliothèque. Le musée offre une visite guidée d’une exposition permanente qui présente l’histoire de John F. Kennedy. Des expositions spéciales sont également organisées par l’établissement régulièrement. La bibliothèque, quant à elle, contient une vaste collection de documents d’archives en lien avec le 35e président. Elle est gérée par le United States National Archives and Records Administration, qui en a assumé la responsabilité en 1979. Plusieurs milliers de ces dossiers ont été numérisés afin d’être accessibles par la banque de données du site officiel. De plus, la bibliothèque offre depuis 2020 de nombreux services numériques. On y retrouve entre autres une lettre de nouvelles par courriel, des ressources d’enseignement, un podcast, un blog, des forums de discussion virtuels, ainsi que plusieurs activités récréatives pour ses usagers.

## Objectifs de diffusion
L’objectif de diffusion principal de la John F. Kennedy Presidential Library and Museum est d’éduquer les visiteurs sur la vie de ce président. C’est dans cette poursuite qu’elle fait des visites guidées de son musée et organise des panneaux de présentation qui utilisent une multitude de supports. L’établissement atteint également cet objectif à l’aide de ressources numériques tels que des podcast ou des activités interactives. Son second objectif de diffusion est de rendre accessible la masse de documentation sur John F. Kennedy qu’elle possède disponible aux chercheurs, autant physiquement que numériquement. Des critiques ont toutefois été soulevées quant à la censure de certains aspects de la vie de ce personnage, tels que ses scandales, particulièrement par rapport à ses relations avec le sexe opposé.

## Architecture
Cette bibliothèque fait partie du patrimoine des États-Unis, mais il est aussi un mémorial officiel en l’honneur de John F. Kennedy. La bibliothèque a été construite grâce à environ 36 millions de donateurs à travers le monde. La bibliothèque Kennedy possède un musée situé au rez-de-chaussée et une salle de recherche au 4e étage.
L’architecte I.M. Pei a été choisi pour construire la bibliothèque Kennedy dans un style moderne noir et blanc. Les matériaux principalement utilisés pour la construction de la bibliothèque sont le verre et le béton. L’établissement, qui se trouve sur un site de 9.5 acres, consiste à une structure triangulaire de neuf étages. L'édifice principal remplit les fonctions d’éducation, d’administration et d’archives. Ensuite, à la base de cette tour se trouve une extension sur deux étages de la bibliothèque. À l'intérieur, il y a des expositions et deux salles de cinéma. Un pavillon fait en verre de 115 pieds de haut offre un espace de réflexion à la fin du musée.

## Expositions et collections

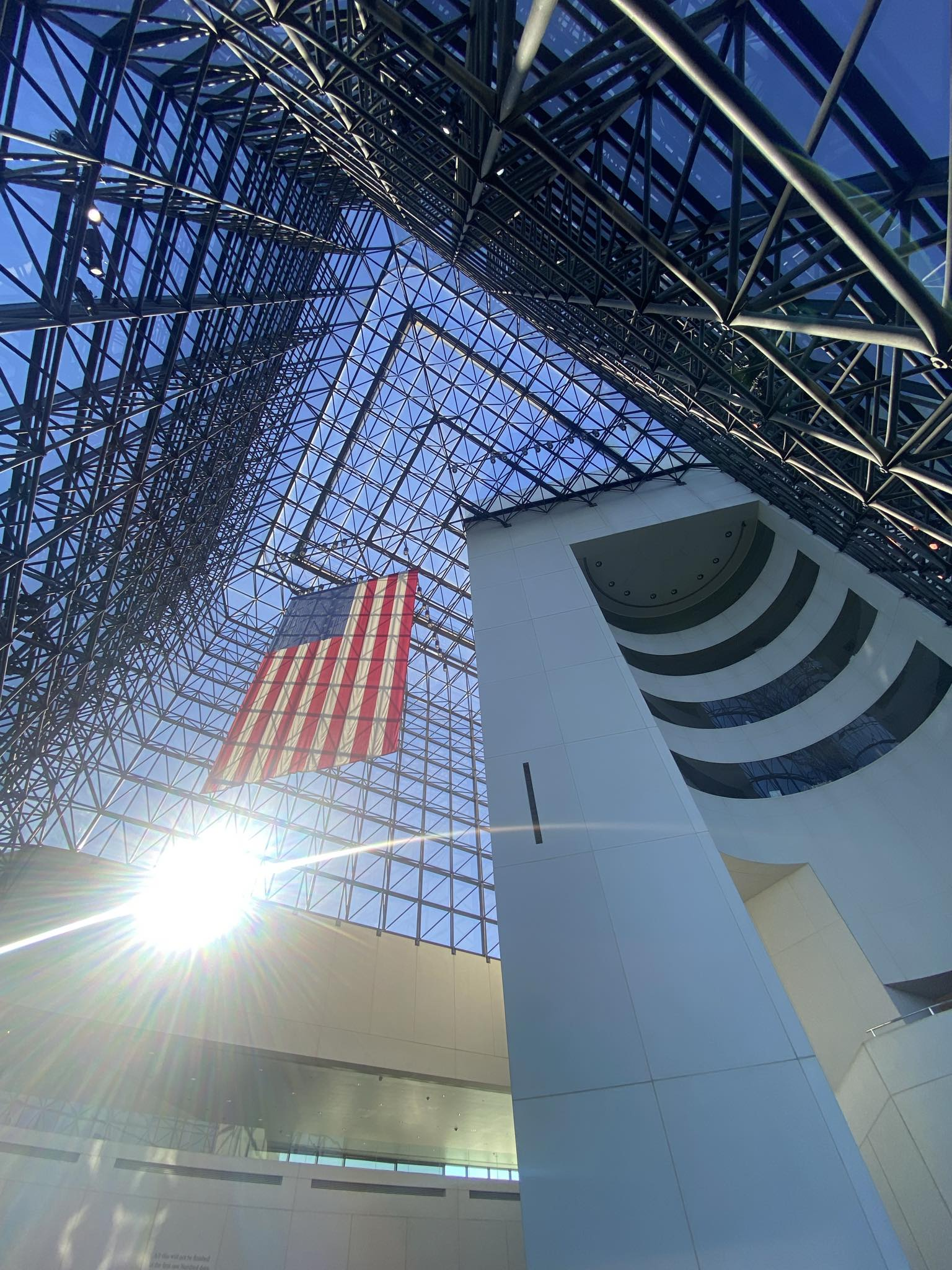
L'intérieur de la bibliothèque, avec un drapeau américain.

Tous les documents concernant Kennedy se trouvent dans cet établissement. De plus, la bibliothèque détient de nombreux manuscrits de correspondance de Ernest Hemingway.
Les expositions mettent l’accent sur la biographie de Kennedy, son administration et ses réalisations d’une façon chronologique. L’exposition commence par un court film qui raconte la vie de l’ancien président jusqu’à sa nomination. Par la suite, les visiteurs peuvent voir une exposition sur l’élection de 1960 qui inclut des vidéos du débat présidentiel. Les expositions incluent des artéfacts contemporains pour contribuer à l’immersion du visiteur. La visite du musée se conclut avec une exposition ayant pour thème l’assassinat de Kennedy et de son héritage sur la société américaine.